# レイトン・ハモンズ
レイトン・ハモンズ（Leyton Hammonds、1994年9月26日 - ）は、アメリカ合衆国テキサス州出身のプロプロバスケットボール選手。ポジションはシューティングガード、スモールフォワード。203cm、98kg。

## 経歴
アメリカ合衆国テキサス州タラント郡ノース・リッチランド・ヒルズでLisa HammondsとJohn Hammondsの息子として生まれる。最初に取り組んだ競技はサッカーであった。Richland High Schoolでバスケットボール選手としての頭角を表し、NCAA一部ビッグ12カンファレンスのオクラホマ州立大学のバスケットボールチーム、カウボーイズで4年間プレーした。
2017年のNBAドラフトでは指名をうけなかったが、卒業後の進路については、同郷の先輩で2015年からbjリーグの福島ファイヤーボンズでプロバスケットボール選手としてのキャリアをスタートしていたルブライアン・ナッシュのアドバイスを受け、海外でプレーをすることを選択した。
フィンランドのトップリーグであるKorisliiga 2017-18のBC Nokiaでプロ選手としてのキャリアをスタートした。2017-18のルーキーシーズンは、29試合に出場し、9試合で20得点以上、3試合でダブル・ダブルをマーク。1試合平均29.7分出場、13.65得点、　6.7リバウンド、0.8アシストを記録した。
2018-19シーズンは、ハンガリーのトップリーグである NB I/Aの Egis Kormendに移籍、リーグ戦45試合と中央ヨーロッパの国際カップ戦であるAlpe Adria Cup 11試合に出場し、4試合で20得点以上をマーク。1試合平均26.3分出場、13.59得点、　5.18リバウンド、1.02アシストを記録した。
2019-20シーズンは、ポーランドのトップリーグである PLKの アルカ・グディニャに移籍、リーグ戦22試合とULEBユーロカップ 10試合に出場し、1試合でダブル・ダブルをマーク。1試合平均25.1分出場、8.94得点、　4.81リバウンド、0.88アシストを記録した。
2021-22シーズンは旧ソ連圏のチームが参加するVTBユナイテッド・リーグのエニセイ・クラスノヤルスクでプレー、24試合中19試合の出場(18先発) で、フィールドゴール503回の試投で187回成功(.503)、3Pシュート76回の試投で36回成功(.474)、フリースロー45回の試投で43回成功(.933)の高確率を記録した。4試合で20得点以上を獲得。
１試合当たりの平均では26.7分の出場、4.8リバウンド　1.3アシスト　14.0得点をマークしている。
2021年6月18日に日本のB1リーグの横浜ビー・コルセアーズへの入団が発表された。
2021-22シーズンは、レギュラーとしてシーズンを通して出場し、シーズン総得点は711点だった。55試合に出場(33先発)、一試合平均で、12.9得点、5.0リバウンド、1.1アシスト、0.9スティール、0.1ブロックを記録した。シーズン終了後の2022年5月に横浜ビー・コルセアーズを契約満了で退団した。
2022年6月にトルコバスケットボール・スーパー・リーグとFIBAヨーロッパカップに所属するガジアンテプと契約した。
2024年8月23日、ABAリーグに新規参入するBCドバイへ1年契約(プラスオプション1年)で加入が発表された。

## 人物

### バスケットボールプレイヤーとしての特徴
- 2021年に契約した横浜ビー・コルセアーズの紹介では「内外ともに高確率のシュートパーセンテージを誇る得点力が魅力の選手です。スピードと俊敏性も併せ持ち、速い展開にも絡みながら効率良く得点を重ねるプレーが特徴」と評されている。

### その他
- 余暇は音楽を聴くことが趣味、熱心なサッカーファンである[8]。

## 個人成績

### アマチュア時代
| College        | Year    | GP | GS | MIN | MPG  | FG  | FGA | FG%  | FG3 | FG3A | 3FG% | FT | FTA | FT%  | RPG  | APG  | SPG  | BPG  | PTS | PPG   |
| -------------- | ------- | -- | -- | --- | ---- | --- | --- | ---- | --- | ---- | ---- | -- | --- | ---- | ---- | ---- | ---- | ---- | --- | ----- |
| Oklahoma_State | 2013–14 | 29 | 0  | 230 | 7.9  | 17  | 54  | .315 | 8   | 35   | .229 | 6  | 18  | .333 | 1.28 | 0.21 | 0.03 | 0.38 | 48  | 1.66  |
| Oklahoma_State | 2014–15 | 28 | 2  | 276 | 9.9  | 24  | 69  | .348 | 16  | 48   | .333 | 1  | 3   | .333 | 0.96 | 0.25 | 0.07 | 0.26 | 65  | 2.32  |
| Oklahoma_State | 2015–16 | 28 | 24 | 793 | 28.3 | 108 | 253 | .427 | 39  | 114  | .342 | 41 | 52  | .788 | 5.11 | 0.86 | 0.29 | 0.40 | 296 | 10.57 |
| Oklahoma_State | 2016–17 | 33 | 33 | 739 | 22.4 | 95  | 218 | .436 | 37  | 108  | .343 | 40 | 47  | .851 | 4.91 | 0.70 | 0.42 | 0.9  | 267 | 8.09  |

Source:

### プロ選手時代
| シーズン           | チーム                 | GP | GS | MPG  | FG%  | 3P%  | FT%  | RPG  | APG  | SPG  | BPG  | TO   | PPG   |
| ------------------ | ---------------------- | -- | -- | ---- | ---- | ---- | ---- | ---- | ---- | ---- | ---- | ---- | ----- |
| Korisliiga 2017-18 | BC Nokia               | 49 | 43 | 29.7 | .478 | .396 | .800 | 6.71 | 0.76 | 0.71 | 0.43 | 0.76 | 13.65 |
| NB I/A 2018-19     | Egis Kormend           | 56 | 55 | 26.3 | .496 | .364 | .797 | 5.18 | 1.02 | 1.05 | 0.39 | 1.00 | 13.59 |
| PLK 2019-20        | Arka Gdynia            | 32 | 32 | 25.1 | .432 | .302 | .786 | 4.81 | 0.88 | 0.62 | 0.16 | 1.75 | 8.94  |
| VTB United 2020-21 | Enisey Krasnoyarsk     | 19 | 18 | 26.7 | .503 | .474 | .933 | 4.79 | 1.37 | 0.42 | 0.11 | 1.32 | 14.00 |
| B1 2021-22         | 横浜ビー・コルセアーズ | 55 | 33 | 24.2 | .417 | .333 | .856 | 5.0  | 1.1  | 0.9  | 0.1  | 1.1  | 24.2  |

Source:

## プレー集

### 高校時代
- Leyton Hammonds, Richland Rebels - Hot Prospect - 2013 - YouTube

### 大学時代
- Leyton Hammonds - Highlights - YouTube

### プロ選手時代
- Leyton Hammonds 32 points vs. Kataja Basket Puolivälierät Game2 10.4.2018 - YouTube
- Leyton Hammonds - 2018/2019 Highlights - YouTube
- Leyton Hammonds - 2019/20 EuroCup Highlights (MidSeason) - YouTube
- Leyton Hammonds 2019/2020 Highlights (Asseco Arka Gdynia / Poland) - YouTube
- Leyton Hammonds 2020/2021 Highlights (Enisey) - YouTube